# Wirftbach
Der Wirftbach ist ein etwa 12 Kilometer langer rechter Zufluss des Trierbachs.

## Geographie

### Verlauf
Der Wirftbach entspringt nahe der Südschleife des Nürburgrings südlich des Hocheichens (Höhe 589) an der Kreisstraße 73 in der Gemarkung von Nürburg und fließt in nordwestlicher Richtung. Auf seinem Weg zum Trierbach bildet er die Grenze zwischen Kottenborn und Wiesemscheid bzw. Barweiler und durchfließt Wirft, bevor er unterhalb der Kirche St. Wendelinus (Kirmutscheid) in den Trierbach mündet.

### Einzugsgebiet und Zuflüsse
Der Wirftbach entwässert sein 22,2 km² großes Einzugsgebiet über Trierbach, Ahr und Rhein zur Nordsee.
- Goldbach, von rechts etwa einen Kilometer nordwestlich von Kottenborn, 2,8 km und 3,1 km².[2]
- Sellbach, von rechts kurz nach dem  Wohnplatz In der Wirft von Wimbach, 2,3 km und 1,6 km².[2]
- Goddelbach, von rechts, 2,8 km und 4,7 km².[2]
- Bruchseifen, von links am Wohnplatz Dreimüllerhof von Wirft, ca. 1,5 km und ca. 1,3 km².[3]

## Bauten

### Mühlen
Am Wirftbach liegen die Mühlen Kottenborner-Mühle und Barweiler-Mühle. Im Bachtal unterhalb der Barweiler-Mühle stand bis 1885 die Wallfahrtskapelle Müllenwirft. (⊙)

### Straßen und Brücken
Nahe der Mündung des Goddelbaches (⊙) querte die alte Straße von Reifferscheid auf einem Damm längs des Goddelbaches das Bachtal und die heutige Landesstraße 10. Der Damm und das mit Bruchsteinen als Trockenmauer ausgeführte Brückenbauwerk mit Brückenbogen sind erhalten.